# In a World…
Pour plus de détails, voir Fiche technique et Distribution.
In a World... est une comédie américaine réalisée par Lake Bell. Ce film indépendant est sorti en 2013.

## Synopsis
Sam Sotto, le maître incontesté la voix off, vient de publier son autobiographie et va recevoir un prix d'excellence pour sa belle carrière. Sa fille, Carol Salomon, une coach de la voix (en), est restée dans l'ombre de son père. Sam incite Carol à quitter la maison afin qu'il puisse vivre avec Jamie, sa petite amie âgée d'une trentaine d'années. Carol va vivre avec sa sœur Dani.
Les promoteurs de The Amazon Games, une série de films en cours de production, espèrent engager le célèbre Don LaFontaine comme voix off pour la bande-annonce. Mais Sam propose son ami Gustav Warner pour ce rôle, mais celui-ci ne parvient pas à exécuter cette tâche, de sorte que l'ingénieur de studio, Louis, demande à Carol de fournir une bande d'essai et elle obtient le travail. Elle néglige de raconter à son père égocentrique ce succès obtenu. Gustav et Sam se montrent dédaigneux pour cette femme inconnue qui a « volé » leur travail.

## Distribution
- Lake Bell (VFB : Laurence César) : Carol Solomon
- Fred Melamed (VFB : Pierre Bodson) : Sam Sotto
- Michaela Watkins (VFB : Véronique Biefnot) : Dani Solomon
- Ken Marino (VFB : Robert Guilmard) : Gustav Warner
- Demetri Martin (VFB : Alexandre Crépet) : Louis
- Rob Corddry (VFB : Xavier Percy) : Moe
- Alexandra Holden (VFB : Géraldine Frippiat) : Jamie
- Nick Offerman (VFB : Michel Hinderyckx) : Heners
- Geena Davis : Katherine Huling
- Eva Longoria (VF : Odile Schmitt) : elle-même
- Tig Notaro : Cher
- Stephanie Allynne : Nancy
- Jason O'Mara (VFB : Nicolas Matthys) : Mr. Pouncer
- Talulah Riley : Pippa
- Melissa Disney : Melinda Chisney
- Olya Milova : Mimi
- Corsica Wilson : Stacy
- Yelena Protsenko : Alla
- Carly Chaikin : Excruciating
- Janicza Bravo : Snacks
- Marc Graue : lui-même
- Joe Cipriano : lui-même
- Mark Elliott (en) : lui-même
- Jeff Garlin (non crédité)[1]
- Don LaFontaine : lui-même (images d'archive)
- Cameron Diaz : elle-même, sur la bande-annonce de The Amazon Games (non créditée)[2]

## Distinctions

### Récompenses
- Festival du film de Sundance 2013 : Meilleur scénario
- Phoenix Film Critics Society Awards 2013 : Meilleur espoir derrière la caméra pour Lake Bell

### Nomination
- 2014 : Spirit Awards : Meilleur premier scénario

## Le titre
Le titre du film provient d'une formule utilisée par Don LaFontaine, créateur de slogans devenus célèbres et surnommé « Le roi des bandes annonces de films » (The King of the Movie Trailers) : In a world where... (Dans un monde où...).